# Relife
Relife, zapis stylizowany: ReLIFE (jap. リライフ Riraifu) – w pełni kolorowa manga z gatunku science fiction, napisana i ilustrowana przez Yayoiso. Kolejne rozdziały były publikowane października 2013 do marca 2018 roku za pośrednictwem internetu, w czasopiśmie internetowym comico należącym do NHN PlayArt.
13 lutego 2015 roku ogłoszono powstawanie animowanej adaptacji komiksu; 13-odcinkowa adaptacja miała swoją premierę 24 czerwca 2016 roku, gdy to wszystkie odcinki zostały udostępnione za pośrednictwem strony comico. Następnie wyemitowano je od 2 lipca 2016 roku w telewizji na kanałach Tokyo MX, GYT, GTV oraz BS11 z częstotliwością jeden odcinek tygodniowo. W 2018 roku premierę miały 4 dodatkowe odcinki anime, które stanowią konkluzję wersji animowanej.
W Polsce manga została wydana przez wydawnictwo Waneko.

## Fabuła
27-letni Arata po rezygnacji ze swojej pierwszej pracy nie może znaleźć stałego zatrudnienia. Pewnego dnia tajemniczy mężczyzna o imieniu Ryō Yoake proponuje mu wzięcie udziału w projekcie naukowym – zostanie przez rok testerem ReLIFE. Praca polega na przetestowaniu nowego produktu, który umożliwi mu cofnięcie swojego wyglądu o 10 lat, umożliwiając mu powrót do ostatniej klasy liceum i pracy nad własnymi problemami życiowymi.

## Bohaterowie

### Główni
- Arata Kaizaki (jap. 海崎 新太 Kaizaki Arata)

Seiyū: Kenshō Ono 
27-latek, który ma problemy ze znalezieniem pracy. Został zaproszony do wzięcia udziału w projekcie ReLIFE i jest obiektem nr 2. Jako że jest 10 lat starszy, Arata postrzegany jest jako dojrzały. Nie ma również problemów z nawiązywaniem znajomości. Ponieważ zapomniał sporą część rzeczy z programu szkolnego, musi ciągle poprawiać testy.
- Ryō Yoake (jap. 夜明 了 Yoake Ryō)

Seiyū: Ryōhei Kimura 
Nadzoruje eksperyment i osobę Kaizakiego, pisząc dzienne raporty z jego postępów. Jest w wieku Araty. Wiecznie uśmiechnięty.
- Chizuru Hishiro (jap. 日代 千鶴 Hishiro Chizuru)

Seiyū: Ai Kayano 
Inteligentna, ale nie posiadająca umiejętności społecznych. Jest najlepszą uczennicą w klasie i jej przewodniczącą, dzięki czemu nie musi płacić za swoją edukację.

### Uczniowie liceum Aoba
- Rena Kariu (jap. 狩生 玲奈 Kariu Rena)

Seiyū: Haruka Tomatsu 
Uczennica siedząca obok Araty w ławce, członkini klubu siatkówki. Lubi konkurować z innymi i chce być najlepsza we wszystkim. Jest dumna i upata, ale w środku delikatna.
- Kazuomi Ōga (jap. 大神 和臣 Ōga Kazuomi)

Seiyū: Yūma Uchida 
Przewodniczący klasy w klasie Araty. Ma dobre oceny ale nie jest zbyt sprawny fizycznie. Podkochuje się w Renie, ale nie potrafi dobrze wyrażać uczuć.
- An Onoya (jap. 小野屋 杏 Onoya An)

Seiyū: Reina Ueda 
Kolejny „uczeń z wymiany” w szkole. Nadzoruje działania Ryō. To ona tak naprawdę wybrała Aratę jako kandydata do eksperymentu.
- Honoka Tamarai (jap. 玉来 ほのか Tamarai Honoka)

Seiyū: Himika Akaneya 
Najlepsza przyjaciółka Reny i kapitan drużyny siatkówki. Nieco naiwna i przyjacielska. Pomimo bycia dobrym sportowcem, nie ma najlepszych ocen.
- Nobunaga Asaji (jap. 朝地 信長 Asaji Nobunaga)

Seiyū: Daisuke Namikawa 
Przyjaciel z dzieciństwa Honoki i Akiry.
- Akira Inukai (jap. 犬飼 暁 Inukai Akira)

Seiyū: Noriaki Sugiyama 
Przyjaciel z dzieciństwa Honoki i Nobunagi.

### Nauczyciele liceum Aoba
- Kokoro Amatsu (jap. 天津 心 Amatsu Kokoro)

Seiyū: Miyuki Sawashiro 
Wychowawca klasy do której uczęszcza Arata. Jest nauczycielką wychowania fizycznego i opiekunką klubu siatkówki.
- Kōshi Usa (jap. 宇佐 浩史 Usa Kōshi)

Seiyū: Wataru Hatano 
Opiekun klubu siatkówki i nauczyciel wychowania fizycznego. Jest rywalem Kokoro od czasów studenckich.
- Sumire Inukai (jap. 犬飼 すみれ Inukai Sumire)

Seiyū: Ryōko Shiraishi 
Szkolna pielęgniarka i starsza siostra Akiry.

### Inni
- Michiru Saiki (jap. 佐伯 みちる Saiki Michiru)

Seiyū: Shizuka Itō 
Pracownica firmy w której pracował Arata. Z powodu ostracyzmu w pracy popełniła samobójstwo, co wywarło ogromny wpływ na jego życie.

## Manga
Manga była publikowana za pośrednictwem aplikacji Comico od 12 października 2013 roku. Ostatni rozdział mangi pojawił się 16 marca 2018. W latach 2014–2020 na podstawie publikowanego materiału wydane zostały tankōbony, za które odpowiedzialne jest wydawnictwo Earth Star Entertainment. 
Według Oriconu pierwszy tom mangi do 17 sierpnia 2014 roku sprzedał się w ponad 33 tysiącach kopii. Drugi tom do 16 listopada 2014 roku sprzedał się w ponad 46 tysiącach kopii, trzeci do 5 kwietnia 2015 roku sprzedano w ponad 73 tysiącach kopii, a czwarty do 16 sierpnia 2015 roku w ponad 63 tysiącach kopii. 8 lutego 2016 roku podano, że pierwsze cztery tomy tej mangi sprzedano łącznie w ponad milionie egzemplarzy.
Piąty tom do 21 lutego 2016 roku sprzedano w ponad 67 tysiącach egzemplarzy, a do 21 sierpnia 2016 roku sprzedano łącznie ponad 70 tysięcy egzemplarzy szóstego tomu tej mangi.
W ankiecie dotyczącej najbardziej polecanych tytułów na rok 2015, zorganizowanej przez księgarnię Honya Club, manga ta zajęła szóste miejsce.
Manga była nominowana na 39. ceremonii Kodansha Manga Awards w kategorii najlepsza manga w kategorii ogólnej.
W Polsce licencję na wydawanie tej mangi wykupiło wydawnictwo Waneko.
| Nr | Język japoński    | Język japoński         | Język polski         | Język polski           |
| Nr | Data wydania      | ISBN                   | Data wydania         | ISBN                   |
| -- | ----------------- | ---------------------- | -------------------- | ---------------------- |
| 1  | 12 sierpnia 2014  | ISBN 978-48-0300-595-0 | 30 września 2016     | ISBN 978-83-8096-090-9 |
| 2  | 12 listopada 2014 | ISBN 978-48-0300-619-3 | 1 grudnia 2016       | ISBN 978-83-8096-091-6 |
| 3  | 28 marca 2015     | ISBN 978-48-0300-690-2 | 1 lutego 2017        | ISBN 978-83-8096-092-3 |
| 4  | 12 sierpnia 2015  | ISBN 978-48-0300-757-2 | 31 marca 2017        | ISBN 978-83-8096-093-0 |
| 5  | 12 lutego 2016    | ISBN 978-48-0300-861-6 | 1 czerwca 2017       | ISBN 978-83-8096-094-7 |
| 6  | 12 sierpnia 2016  | ISBN 978-48-0300-941-5 | 1 sierpnia 2017      | ISBN 978-83-8096-095-4 |
| 7  | 25 lutego 2017    | ISBN 978-48-0300-996-5 | 2 października 2017  | ISBN 978-83-8096-310-8 |
| 8  | 11 maja 2018      | ISBN 978-48-0301-186-9 | 17 października 2018 | ISBN 978-83-8096-433-4 |
| 9  | 10 sierpnia 2018  | ISBN 978-48-0301-218-7 | 30 stycznia 2019     | ISBN 978-83-8096-499-0 |
| 10 | 12 listopada 2018 | ISBN 978-48-0301-247-7 | 13 czerwca 2019      | ISBN 978-83-8096-500-3 |
| 11 | 12 lutego 2019    | ISBN 978-48-0301-269-9 | 13 września 2019     | ISBN 978-83-8096-303-0 |
| 12 | 11 maja 2019      | ISBN 978-48-0301-295-8 | 10 stycznia 2020     | ISBN 978-83-8096-304-7 |
| 13 | 10 sierpnia 2019  | ISBN 978-48-0301-324-5 | 10 marca 2020        | ISBN 978-83-8096-785-4 |
| 14 | 12 listopada 2019 | ISBN 978-4-8030-1355-9 | 8 lipca 2020         | ISBN 978-83-8096-853-0 |
| 15 | 13 lutego 2020    | ISBN 978-4-8030-1384-9 | 22 września 2020     | ISBN 978-83-8096-854-7 |

## Anime
13 lutego 2015 roku ogłoszono powstawanie adaptacji mangi w formie anime, którego emisja została przewidziana na 2 lipca 2016 roku.
Za produkcję serii odpowiedzialne jest studio TMS Entertainment. Reżyserem przedsięwzięcia został Tomo Kosaka, za kompozycję serii są odpowiedzialne Michiko Yokote i Kazuho Hyodo, za projekty postaci odpowiada Junko Yamanaka, a za muzykę Masayasu Tsuboguchi.
24 czerwca 2016 roku wszystkie 13 odcinków zostało przedpremierowo udostępnione za pomocą aplikacji ReLIFE Channel.
| N/o | Tytuł                                                                           | Premiera         |
| --- | ------------------------------------------------------------------------------- | ---------------- |
| 1   | Report 1 「Kaizaki Arata (27) mushoku」 (Report 1「海崎新太（ 27 ）無職」)      | 2 lipca 2016     |
| 2   | Report 2「Komyunikēshon nōryoku 0-ten」 (Report 2「コミュニケーション能力0点」) | 9 lipca 2016     |
| 3   | Report 3「Ossan nan desukara」 (Report 3「オッサンなんですから」)               | 16 lipca 2016    |
| 4   | Report 4「Ochiru」 (Report 4「墜ちる」)                                         | 23 lipca 2016    |
| 5   | Report 5「Overlap」 (Report 5「オーバーラップ」)                                | 30 lipca 2016    |
| 6   | Report 6「Hajimemashite janainda yo」 (Report 6「初めましてじゃないんだよ」)    | 6 sierpnia 2016  |
| 7   | Report 7「Hikensha 001→002」 (Report 7「被験者001→002」)                        | 13 sierpnia 2016 |
| 8   | Report 8「Kiretsu」 (Report 8「亀裂」)                                          | 20 sierpnia 2016 |
| 9   | Report 9「Revenge」 (Report 9「リベンジ」)                                      | 27 sierpnia 2016 |
| 10  | Report 10「Minna no wagamama」 (Report 10「みんなのワガママ」)                  | 3 września 2016  |
| 11  | Report 11「Kako trip」 (Report 11「過去トリップ」)                              | 10 września 2016 |
| 12  | Report 12「Double Panic」 (Report 12「ダブルパニック」)                         | 17 września 2016 |
| 13  | Report 13「Kokuhaku」 (Report 13「告白」)                                       | 24 września 2016 |

### OVA
Studio TMS Entertainment wyprodukowało także czteroodcinkową serię OVA będącą konkluzją opowieści. Seria zostanie wydana na Blu-ray i DVD 21 marca 2018 roku. Reżyserem odcinków jest ponownie Tomo Kosaka, a za scenariusze odpowiedzialna jest Kazuho Hyodo. Za projekty postaci odpowiada Junko Yamanaka, a za muzykę Masayasu Tsuboguchi.
| N/o | Tytuł            | Premiera      |
| --- | ---------------- | ------------- |
| 1   | Report14「Seed」 | 21 marca 2018 |
| 2   | Report15「Need」 | 21 marca 2018 |
| 3   | Report16「Date」 | 21 marca 2018 |
| 4   | Report17「Life」 | 21 marca 2018 |

### Muzyka
Czołówką serii jest utwór „Button” (jap. ボタン) zespołu PENGUIN RESEARCH, natomiast ending jest inny dla każdego odcinka. Kompilację, która zawiera wszystkie 12 utworów wykorzystanych w napisach końcowych, zatytułowano MD2000 ~ReLIFE Ending Songs~ i wydano 21 września 2016 roku. Tytuł „MD2000" oznacza „Minidisc wydany w 2000 roku”, natomiast same utwory są piosenkami, które Kaizaki słuchał w czasach licealnych.

#### Lista piosenek wykorzystanych w napisach końcowych
| Odcinek | Tytuł                                                                                       | Wykonawca           |
| ------- | ------------------------------------------------------------------------------------------- | ------------------- |
| 1       | „Ījū ★ Rider” (jap. イ―ジュ－★ライダー Ījū ★ Raidā)                                         | Tamio Okuda         |
| 2       | „Hot Limit”                                                                                 | T.M. Revolution     |
| 3       | „Timing” (jap. タイミング～Timing～ Taimingu)                                               | Black Biscuits      |
| 4       | „Honey”                                                                                     | L’Arc-en-Ciel       |
| 5       | „Kore ga watashi no ikiru michi” (jap. これが私の生きる道)                                  | PUFFY               |
| 6       | „Sunny Day Sunday”                                                                          | Sentimental Bus     |
| 7       | „Sausade” (jap. サウダージ Saudāji)                                                         | Pornograffitti      |
| 8       | „Yuki no hana” (jap. 雪の華)                                                                | Mika Nakashima      |
| 9       | „There will be love there -Ai no aru basho-” (jap. There will be love there -愛のある場所-) | The Brilliant Green |
| 10      | „Asu e no tobira” (jap. 明日への扉)                                                         | I Wish              |
| 11      | „Pieces of A Dream”                                                                         | Chemistry           |
| 12      | „Natsu matsuri” (jap. 夏祭り)                                                               | Whiteberry          |

#### Lista utworów typuCharacter Song
Każda z płyt zawiera po dwa utwory oraz ich wersje instrumentalne.
| Płyta | Postać          | Seiyū          | Tytuł                                                       | Data wydania     |
| ----- | --------------- | -------------- | ----------------------------------------------------------- | ---------------- |
| 1     | Arata Kaizaki   | Kenshō Ono     | „ReLIFE”                                                    | 3 sierpnia 2016  |
| 1     | Arata Kaizaki   | Kenshō Ono     | „ReGRET”                                                    | 3 sierpnia 2016  |
| 2     | Chizuru Hishino | Ai Kayano      | „Momoiro.” (jap. モモイロ。)                                | 31 sierpnia 2016 |
| 2     | An Onoya        | Reina Ueda     | „ReJOIN♪”                                                   | 31 sierpnia 2016 |
| 3     | Kazuomi Ōga     | Yūma Uchida    | „Berry Suite” (jap. ベリースイート Beri Suito)              | 27 września 2016 |
| 3     | Rena Kariu      | Haruka Tomatsu | „Namida Diamond” (jap. ナミダダイアモンド Namida Daiamondo) | 27 września 2016 |

14 września wydano także ścieżkę dźwiękową z anime, zawierającą 23 utwory. Muzykę skomponował Masayuki Tzboguchi

## Film live action
W 2016 roku ogłoszono powstawanie pełnometrażowego filmu aktorskiego, będącego adaptacją mangi; film miał swoją premierę w japońskich kinach 15 kwietnia 2017 roku. Reżyserem projektu został Takeshi Furusawa. Główne postaci odgrywają Taishi Nakagawa (Arata Kaizaki) oraz Yuna Taira (Chizuru Hishiro). Film ma wymyślone na potrzeby filmu zakończenie, jako że materiał wyjściowy wciąż powstaje. W roli Kazuomiego Ōgi obsadzony został Mahiro Takasugi, w roli Reny Kariu została obsadzona Elaiza Ikeda, a Sae Okazaki obsadzono w roli An Onoyi.